# Seftausteg

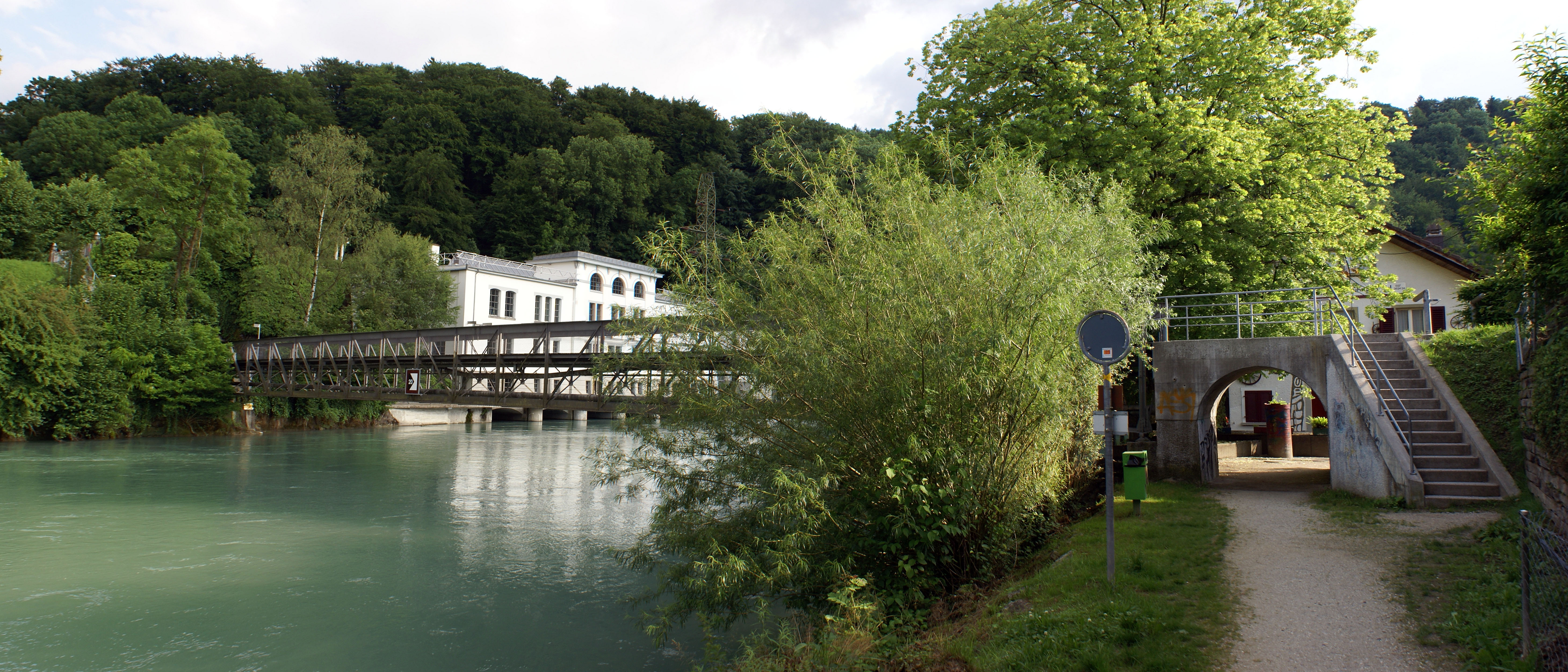
Seftausteg

Der Seftausteg ist eine eiserne Fussgängerbrücke über der Aare. Sie verbindet das Berner Felsenauquartier mit dem Ortsteil Seftau in Bremgarten. Die 1921 eröffnete Brücke ist 53 Meter lang und 5 Meter hoch und befindet sich unmittelbar neben dem Flusskraftwerk Felsenau.